# Barão de Gouvinhas
Barão de Gouvinhas é um título nobiliárquico criado por D. Carlos I de Portugal, por Decreto de 4 de Janeiro de 1908, em favor de Augusto Pereira de Morais.
Titulares
1. Augusto Pereira de Morais, 1.° Barão de Gouvinhas.